# Drymeia beelzebud
Drymeia beelzebud är en tvåvingeart som först beskrevs av Adrian C. Pont 1981.  Drymeia beelzebud ingår i släktet Drymeia och familjen husflugor. Inga underarter finns listade i Catalogue of Life.